# Cratere Ariadaeus

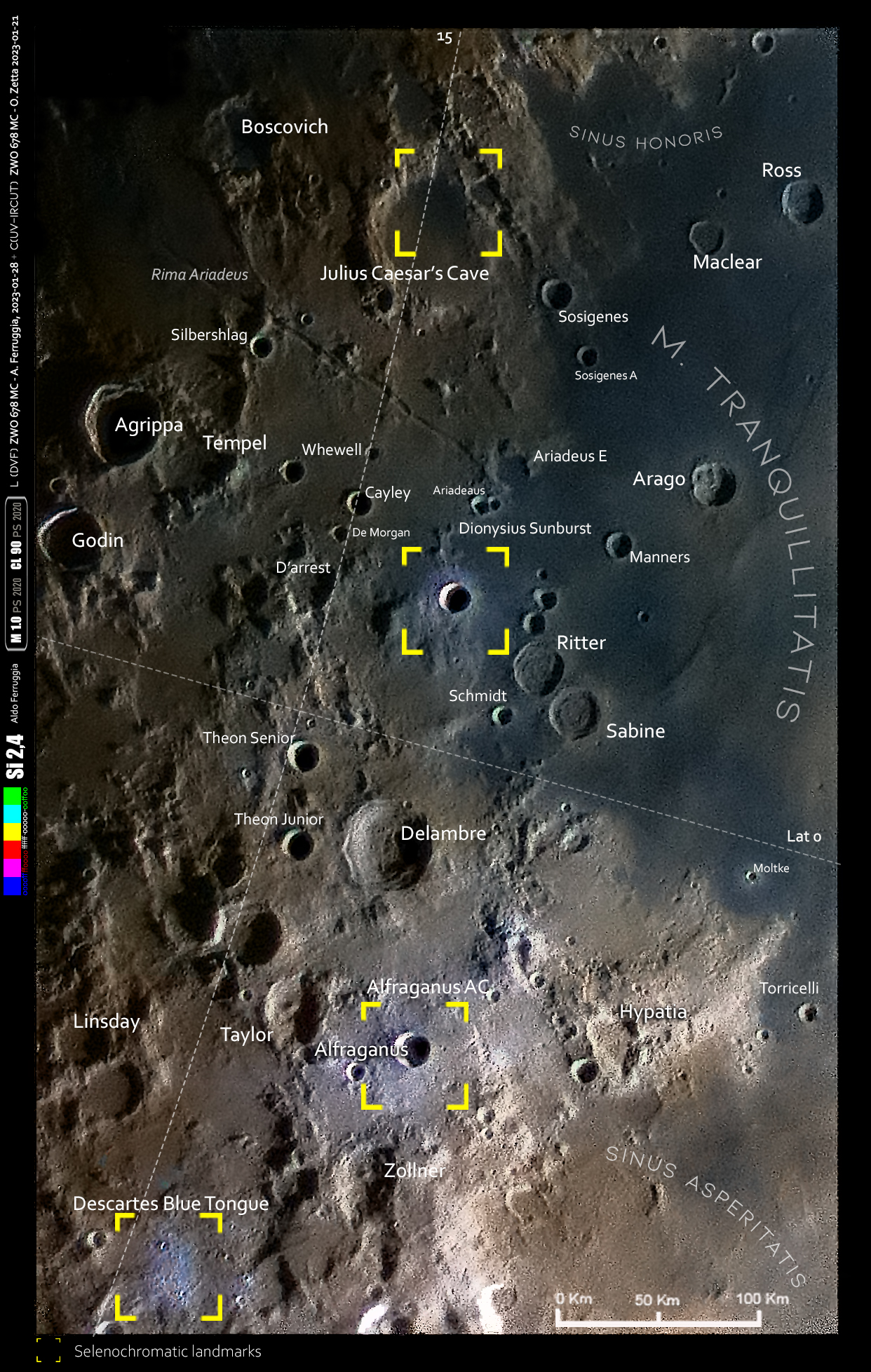
Il cratere con le strutture vicine in una Immagine Selenocromatica(Si)

Ariadaeus è un cratere lunare di 10,4 km situato nella parte nord-orientale della faccia visibile della Luna.
Il cratere è dedicato al sovrano macedone Filippo III Arrideo.

## Crateri correlati
Alcuni crateri minori situati in prossimità di Ariadaeus sono convenzionalmente identificati, sulle mappe lunari, attraverso una lettera associata al nome.
| Ariadaeus | Coordinate           | Diametro (in km) |
| --------- | -------------------- | ---------------- |
| A         | 4°38′24″N 17°29′24″E | 7,94             |
| B         | 4°54′00″N 15°03′36″E | 7,8              |
| D         | 4°52′48″N 17°01′48″E | 3,92             |
| E         | 5°19′12″N 17°37′48″E | 21,96            |
| F         | 4°19′12″N 18°00′36″E | 3,16             |